# Axiocteta subuniformis
Axiocteta subuniformis là một loài bướm đêm trong họ Erebidae.